# یانوش دونائی
یانوش دونائی (به مجاری: János Dunai؛ زادهٔ ۲۶ ژوئن ۱۹۳۷ – درگذشتهٔ ۱۳ فوریهٔ ۲۰۲۵) بازیکن و مربی فوتبال اهل مجارستان بود.
وی در تیم ملی فوتبال مجارستان سابقهٔ بازی دارد.